# امامزاده قاسم روستای تاسکین
امامزاده قاسم روستای تاسکین مربوط به سدهٔ ۶ و ۷ ه.ق است و در شهرستان دماوند، روستای تاسکین واقع شده و این اثر در تاریخ ۱۰ خرداد ۱۳۸۲ با شمارهٔ ثبت ۸۶۸۴ به‌عنوان یکی از آثار ملی ایران به ثبت رسیده است.